# Patricia Donayre
Patricia Elizabeth Donayre Pasquel (Iquitos, 10 de junio de 1971) es una abogada y política peruana. Fue ministra de Desarrollo e Inclusión Social del Perú durante el gobierno de Martín Vizcarra, desde el 15 de febrero hasta el 10 de noviembre del 2020, y congresista de la república por la región Loreto en dos periodos no consecutivos.

## Biografía
Nació en la ciudad peruana de Iquitos, ubicada en el departamento de Loreto, el 10 de julio de 1971. Es hija del desaparecido ex-congresista, Jorge Donayre Lozano, y de Luz Pasquel.
Realizó sus estudios primarios y secundarios en el Colegio Sagrado Corazón de Loreto y en el Colegio de la Inmaculada Concepción del distrito de Santiago de Surco. Luego, ingresó a la facultad de Derecho en la Universidad Femenina del Sagrado Corazón, graduándose de abogada en 1993. Obtuvo un doctorado, en Problemática del Parlamentarismo, por la Universidad Complutense de Madrid; y un diplomado en Derecho Constitucional y Ciencia Política, por el Centro de Estudios Políticos y Constitucionales.
Es también magíster en Gerencia Pública para Directivos Iberoamericanos, por ESAN – Universidad Nacional de Educación a Distancia. De la misma manera realizó estudios en la Universidad de Cambridge y en el Real Colegio Complutense de la Universidad de Harvard.
Es casada y tiene 4 hijos: Ana Lucero Nájar Donayre, Jorge Nájar Donayre, Patricio Nájar Donayre y Virginia Nájar Donayre

## Carrera política

### Congresista de la República
Patricia Donayre decide incursionar en el ámbito político como miembro del Frente Independiente Moralizador liderado por Fernando Olivera y en las elecciones parlamentarias del año 2000, Donayre se apunta como candidata al Congreso de la República representando a su natal Loreto por la lista única. Finalmente, Donayre resulta elegida como congresista de la república, con 15,106 votos, para el periodo parlamentario 2000-2005.
Durante su labor en el legislativo, formó parte de la oposición al cuestionado gobierno de Alberto Fujimori y participó en la Marcha de los Cuatro Suyos encabezada por el líder de Perú Posible, Alejandro Toledo. El 30 de noviembre del mismo año, Donayre llegó a ejercer momentáneamente la segunda vicepresidencia de la Mesa Directiva presidida por Francisco Tudela tras la renuncia de las vicepresidentas Luz Salgado, Marienella Monsalve y María Jesús Espinoza Matos.
El 14 de septiembre del mismo año, Donayre participó en la conferencia de prensa liderada por Fernando Olivera donde se iba a hacer público el primer Vladivideo, en donde se veía al entonces congresista de oposición, Alberto Kouri, recibiendo dinero del exasesor Vladimiro Montesinos a cambio de pasarse a las filas de Perú 2000. Dicho video generó la caída de la dictadura fujimorista
En noviembre del mismo año, tras la renuncia de Alberto Fujimori a la presidencia de la república mediante un fax desde Japón y la asunción de Valentín Paniagua como presidente interino, su cargo parlamentario fue reducido hasta julio del 2001 donde se convocaron a nuevas elecciones generales. Al culminar su gestión, Donayre intentó su reelección al Congreso de la República por el FIM, sin embargo, no resultó reelegida.
En las elecciones regionales del año 2002, Donayre se afilió al partido Perú Posible de Alejandro Toledo y postuló a la presidencia del Gobierno Regional de Loreto, quedando en tercer lugar de las preferencias.
Postuló nuevamente al Congreso de la República en las elecciones parlamentarias del 2006 por el Frente de Centro de Valentín Paniagua, siendo miembro de Acción Popular, y en las elecciones parlamentarias del 2011 por Alianza por el Gran Cambio.
Finalmente, en las elecciones parlamentarias del 2016, Donayre se apuntó al partido Fuerza Popular de Keiko Fujimori y postuló nuevamente al Congreso de la República en calidad de invitada. Su pase al fujimorismo generó polémicas debido a que Donayre fue opositora al gobierno de Alberto Fujimori, entre los críticos a Donayre fue su exlíder Fernando Olivera. Donarye logró nuevamente ser elegida como congresista por Loreto, obteniendo 26,543 votos, para el periodo parlamentario 2016-2021.
Dentro de su segunda gestión congresal, promovió diversos proyectos importantes para la Amazonía. También impulsó el proyecto de ley que eliminaba la inmunidad parlamentaria. Fue también miembro de la Comisión de Constitución donde tuvo a su cargo el proyecto de reforma electoral, pero al plantear su debate para la aprobación de la ley en conjunto, el entonces presidente de la Comisión, Miguel Torres (su colega de bancada), impuso otros temas a debatir, lo que originó un exasperado intercambio de palabras entre ambos.
En junio del 2017, Donayre decidió renunciar a Fuerza Popular y pasó a ser nuevamente crítica del fujimorismo. Ante su renuncia, Donayre reveló las verdaderas intenciones del fujimorismo y sobre el comportamiento de Keiko Fujimori como lideresa.
El 15 de septiembre del 2017, Donayre pasó a formar parte de la bancada de Peruanos Por el Kambio; sin embargo, luego de un desafortunado encuentro con el ex-congresista Gilbert Violeta en la Comisión de Justicia, renunció a dicha bancada en noviembre de 2018, pasando a formar nuevamente las filas de los independientes. No obstante, sin el anuncio del entonces presidente del Congreso, Daniel Salaverry, en diciembre de 2018 de reconocer a dos bancadas formadas por congresistas disidentes y no agrupados bajo el amparo del Tribunal Constitucional, el 20 de enero del 2019 anunció la creación de la bancada Unidos por la República en la que ella sería el portavoz oficial.
El 30 de septiembre del 2019, su cargo parlamentario llegó a su fin tras la disolución del Congreso de la República decretada por el expresidente Martín Vizcarra. Donayre fue una de las congresistas que se mostró a favor de la medida anunciada.

### Ministra de Desarrollo e Inclusión Social
El 15 de julio del 2020, Patricia Donayre fue nombrada como ministra de Desarrollo e Inclusión Social por el presidente Martín Vizcarra en su nuevo gabinete ministerial encabezado por Pedro Cateriano. Volvió a ser nombrada en el gabinete ministerial encabezado por Walter Martos en agosto del mismo año.
Durante su gestión ministerial, siguió con el procedimiento del Bono Familiar Universal a favor de las personas vulnerables afectadas por la pandemia de la COVID-19.
El 10 de noviembre del mismo año, Donayre se vio obligada a renunciar al cargo tras la aprobación de la vacancia presidencial contra Martín Vizcarra por incapacidad moral.